# Alfarràs (kommun)
Alfarràs är en kommun i Spanien.   Den ligger i provinsen Província de Lleida och regionen Katalonien, i den nordöstra delen av landet, 400 km öster om huvudstaden Madrid. Antalet invånare är 3 077. Arean är 11,4 kvadratkilometer. Alfarràs gränsar till Algerri, Almenar, Castillonroy, Ivars de Noguera och Albelda. 
Terrängen i Alfarràs är huvudsakligen platt, men norrut är den kuperad.